# تشيب هال
تشيب هال (بالإنجليزية: Chip Hall)‏ هو كاتب سيناريو أمريكي، ولد في 5 نوفمبر 1973.

## وصلات خارجية
- تشيب هال على موقع IMDb (الإنجليزية)